# Preprosto medvedki
Preprosto medvedki (We Baby Bears) je ameriška animirana televizijska serija, ki jo je razvil Manny Hernandez za Cartoon Network. Je stranska predzgodba animirane serije We Bare Bears, ki jo je ustvaril Daniel Chong. Produkcija Cartoon Network Studios je bila premierno predvajana 1. januarja 2022. 31. januarja 2022 je bila serija podaljšana za drugo sezono. V Sloveniji je bila serija predvajana na Cartoon Network od 25. aprila 2022